# Stade Ahmed Bsiri
Stade Ahmed Bsiri – stadion piłkarski w Bizercie, w Tunezji. Może pomieścić 8000 widzów. Na obiekcie rozegrano jedno spotkanie fazy grupowej Pucharu Narodów Afryki 1965: 19 listopada 1965 roku Ghana pokonała Wybrzeże Kości Słoniowej 4:1.